# Paravibrissina leucogaster
Paravibrissina leucogaster là một loài ruồi trong họ Tachinidae.